# Вовчинська сільська рада
Во́вчинська сільська́ ра́да (біл. Во́ўчынскі сельсавет) — адміністративно-територіальна одиниця у складі Кам'янецького району, Берестейської області Білорусі. Адміністративний центр сільської ради — село Вовчин.

## Географія
Вовчинська сільська рада розташована на крайньому південному заході Білорусі, на заході Берестейської області, на північний захід від обласного та південний захід від районного центрів. На півночі вона межує із Огородницькою сільською радою (Кам'янецький район), на сході — із Берестейським районом Білорусі, на півдні — із Люблінським, на заході та північному заході — із Підляським воєводствами (Польща).
Великих озер на території Вовчинської сільської ради немає. Найбільша річка Пульва (54 км), права притока Західного Бугу.
Найвища точка сільської ради становить 171,0 м над рівнем моря і розташована в урочищі «Рудники» за 3 км на північний схід від околиці села Стави.
Територією сільради із півночі на південь проходить республіканська автомобільна дорога Р9, за маршрутом: Високе — Вовчин — Огородники — Костари. Найближча залізнична станція — «Високо-Литовськ» у селі Оберовщина та «Верба».

## Історія
Сільська рада була утворена 12 жовтня 1940 року у складі Високовського району Брестської області (БРСР). 17 квітня 1962 року Високовський район був ліквідований, а сільська рада передана до складу Кам'янецького району.

## Склад
До складу Вовчинської сільської ради входить 18 населених пунктів, із них 2 агромістечка, 15 сіл та 1 хутір.
| Населений пункт | Статус         | Населення, осіб (2009) | Координати                                                            |
| --------------- | -------------- | ---------------------- | --------------------------------------------------------------------- |
| Вовчин          | село           | 508                    | 52°17′9″ пн. ш. 23°18′37″ сх. д. / 52.28583° пн. ш. 23.31028° сх. д.  |
| Величковичі     | село           | 89                     | 52°14′17″ пн. ш. 23°14′41″ сх. д. / 52.23806° пн. ш. 23.24472° сх. д. |
| Вужики          | село           | 20                     | 52°16′39″ пн. ш. 23°21′37″ сх. д. / 52.27750° пн. ш. 23.36028° сх. д. |
| Грем'яче        | село           | 16                     | 52°17′50″ пн. ш. 23°21′53″ сх. д. / 52.29722° пн. ш. 23.36472° сх. д. |
| Грем'ячий       | хутір          | 37                     | 52°16′50″ пн. ш. 23°20′31″ сх. д. / 52.28056° пн. ш. 23.34194° сх. д. |
| Дубове          | село           | 11                     | 52°15′25″ пн. ш. 23°17′49″ сх. д. / 52.25694° пн. ш. 23.29694° сх. д. |
| Загороднє       | село           | 31                     | 52°15′30″ пн. ш. 23°19′9″ сх. д. / 52.25833° пн. ш. 23.31917° сх. д.  |
| Костари         | село           | 43                     | 52°13′44″ пн. ш. 23°16′18″ сх. д. / 52.22889° пн. ш. 23.27167° сх. д. |
| Котера          | село           | 44                     | 52°17′43″ пн. ш. 23°18′41″ сх. д. / 52.29528° пн. ш. 23.31139° сх. д. |
| Кринки          | село           | 6                      | 52°17′29″ пн. ш. 23°12′44″ сх. д. / 52.29139° пн. ш. 23.21222° сх. д. |
| Мельники        | село           | 4                      | 52°14′53″ пн. ш. 23°19′24″ сх. д. / 52.24806° пн. ш. 23.32333° сх. д. |
| Новосілки       | агрогомістечко | 526                    | 52°15′37″ пн. ш. 23°13′41″ сх. д. / 52.26028° пн. ш. 23.22806° сх. д. |
| Огородники      | село           | 36                     | 52°13′24″ пн. ш. 23°20′31″ сх. д. / 52.22333° пн. ш. 23.34194° сх. д. |
| Орля            | село           | 16                     | 52°14′27″ пн. ш. 23°18′18″ сх. д. / 52.24083° пн. ш. 23.30500° сх. д. |
| Панікви         | село           | 157                    | 52°17′7″ пн. ш. 23°14′33″ сх. д. / 52.28528° пн. ш. 23.24250° сх. д.  |
| Рудавець        | село           | 71                     | 52°12′43″ пн. ш. 23°23′36″ сх. д. / 52.21194° пн. ш. 23.39333° сх. д. |
| Сівки           | село           | 20                     | 52°13′53″ пн. ш. 23°16′50″ сх. д. / 52.23139° пн. ш. 23.28056° сх. д. |
| Стави           | агрогомістечко | 505                    | 52°13′48″ пн. ш. 23°20′40″ сх. д. / 52.23000° пн. ш. 23.34444° сх. д. |

## Населення
За переписом населення Білорусі 2009 року чисельність населення сільської ради становило 2140 осіб.

### Національність
Розподіл населення за рідною національністю за даними перепису 2009 року:
| Національність                | Осіб | Відсоток |
| ----------------------------- | ---- | -------- |
| білоруси                      | 1606 | 75,05 %  |
| українці                      | 298  | 13,93 %  |
| росіяни                       | 186  | 8,69 %   |
| поляки                        | 21   | 0,98 %   |
| вірмени                       | 12   | 0,56 %   |
| азербайджанці                 | 4    | 0,19 %   |
| китайці                       | 2    | 0,09 %   |
| румуни                        | 2    | 0,09 %   |
| національність не повідомлена | 2    | 0,09 %   |
| національність не вказана     | 2    | 0,09 %   |
| молдовани                     | 1    | 0,05 %   |
| німці                         | 1    | 0,05 %   |
| латиші                        | 1    | 0,05 %   |
| казахи                        | 1    | 0,05 %   |
| дві та більше національності  | 1    | 0,05 %   |
| Разом                         | 2140 | 100 %    |